# Shel Talmy
Shel Talmy (Chicago, Illinois, 11 de agosto de 1941- Los Ángeles, 13 de noviembre de 2024) fue un productor discográfico norteamericano, escritor de canciones y arreglista. Conocido por su trabajo en Londres con The Who y con The Kinks en los años 60. También participó con otros grupos ingleses como Cat Stevens y  Pentangle. Talmy arregló y produjo hits como "You Really Got Me" de The Kinks, "My Generation" de The Who, y "Friday on My Mind" de The Easybeats. En ocasiones, él mismo tocó la guitarra y la pandereta en algunas de sus producciones.

## Principios de su carrera
Talmy nació en Chicago en el año 1941, desde muy joven se interesó por la tecnología y la música por igual. Con 13 años Talmy formó parte del popular concurso de televisión Quiz Kids en la cadena NBC-TV. En una ocasión le dijo a Chris Ambrose de la revista Tokion Magazine, "Lo que hizo por mí (el programa Quiz Kids) fue enseñarme que ese era el negocio en que yo quería estar."
Se convirtió en ingeniero de grabaciones en Conway Studios en Los Ángeles. Phil Yeend, propietario e ingeniero le enseñó a trabajar con equipos de  grabación multipista. Tres días después de empezar en Conway, Talmy realizó su primer trabajo de producción, la grabación "Falling Star" de Debbie Sharon. En Conway, trabajó con artistas como Gary Paxton, con grupos de música surfera como The Castells y The Marketts, y con los pioneros del R&B Rene Hall and Bumps Blackwell.
Talmy y Yeen solían experimentar con nuevas técnicas de producción. Jugaron con la separación y los niveles de grabación, construyeron pantallas y plataformas cubiertas con alfombras para aislar los instrumentos de las voces. En una entrevista con Terri Stone en Music Producers, Talmy recordó que Yeend "me dejaba hacer lo que quisiera después de nuestras sesiones habituales, así que aproveché para elaborar técnicas de microfonía para saber cómo hacer que los tambores y las guitarras sonasen mejor... En realidad no había muchos precedentes, así que todo lo hicimos por primera vez juntos. Fue totalmente nuevo.

## En Inglaterra
En 1962 Talmy fue a Inglaterra, Nick (a.k.a Nik Venet), un buen amigo y productor de Capitol Records le dio una pila de sus nuevos  discos de acetato para que los utilizace junto con él como su "propietario".
Talmy se unió a Decca Records como productor de grabaciones trabajando con artistas de pop como el trío Irlandés The Bachelors, llevándolos a lanzar el hit "Charmaine". En 1963 Talmy se encontró con Robert Wace, el mánager de un grupo llamado The Ravens que después cambió su nombre a The Kinks. Él llevó a "The Kinks" al estudio y su tercer sencillo "You Really Got Me" se convirtió en una grabación histórica.
Según Jon Savage, autor de la biografía oficial de The Kinks, "What Shel Talmy and the Kinks did with this particular record was to concoct the perfect medium for expression of the adolescent white aggression that has been at the heart of white popular music. ... 'You Really Got Me' is that rare thing: a record that cuts popular music in half."
Talmy tiene muchos más hits con el grupo incluyendo "All Day and All of the Night", "Tired of Waiting for You", "Dedicated Follower of Fashion", "Sunny Afternoon" y "Waterloo Sunset".

## Vida personal
Shel Talmy es casi ciego, padeció retinitis pigmentosa, que también afectó a su madre y su hermano, pero sigue siendo activo gracias a un sistema de control por voz para ordenador. Talmy tiene un coeficiente intelectual de 180 y es miembro de Mensa.
Talmy está casado y vive en Los Ángeles. Es el hermano de un conocido lingüista Americano Leonard Talmy.
Fue fundador de Planet Records, una compañía que produjo para Creation y otros artistas Ingleses a mediados de los 60. También tiene múltiples ocupaciones no musicales

## Discografía

### The Kinks

#### Singles
- "Long Tall Sally" b/w "I Took My Baby Home"
- "You Still Want Me" b/w "You Do Something To Me"
- "You Really Got Me" b/w "It's Alright," Pye (UK), Reprise (U.S.), 1964
- "All Day and All of the Night" b/w "I Gotta Move"
- Kinksize Session - EP
- "Tired of Waiting for You" b/w "Come On Now"
- "Ev'rybody's Gonna Be Happy" b/w "Who'll Be The Next In Line"
- "Set Me Free" b/w "I Need You"
- "See My Friends" b/w "Never Met A Girl Like You Before"
- Kwyet Kinks - EP
- "Till the End of the Day" b/w "Where Have All the Good Times Gone"
- "Dedicated Follower of Fashion" b/w "Sitting' On My Sofa"
- "A Well Respected Man" b/w "Milk Cow Blues"
- "Sunny Afternoon" b/w "I'm Not Like Everybody Else"
- "Dead End Street" b/w "Big Black Smoke"
- "Waterloo Sunset" b/w "Act Nice and Gentle"

#### Álbumes
- The Kinks, Pye, 1964, as You Really Got Me, Reprise (U.S.), 1964
- Kinks-Size, Reprise, 1965
- Kinda Kinks, Pye (UK) 1965, Reprise (U.S.), 1965
- The Kink Kontroversy, Pye (UK) 1965, Reprise (U.S.), 1966
- Kinkdom, Reprise (U.S.) 1965
- Face to Face, Pye (UK) 1966, Reprise (U.S.) 1966
- Something Else by The Kinks, Pye (UK) 1967, Reprise (U.S.) 1968

### Dave Davies
- "Death of a Clown" b/w "Love Me Till the Sun Shines", 1967

### The Who

#### Singles
- "I Can't Explain" b/w "Bald Headed Woman," Brunswick (UK), Decca (U.S.), 1965
- "Anyway, Anyhow, Anywhere" b/w "Daddy Rolling Stone," Brunswick (UK), 1965, Decca (U.S.), 1965
- "My Generation" b/w "Shout and Shimmy," Brunswick (UK), 1965, Decca (U.S.), 1965
- "A Legal Matter" b/w "Instant Party"
- "The Kids Are Alright" b/w "A Legal Matter"

### Films
- Be My Guest, 1965

## Selected writings
- Whadda We Do Now, Butch?, Pan Books Ltd., 1978

- Hunter Killer, Pan Books Ltd., 1981

- The Web, Dell, 1981